# 오사와역 (니가타현)
오사와역(일본어: 大沢駅, おおさわえき)은 일본 니가타현 미나미우오누마시에 있는, 동일본 여객철도의 철도역이다. 조에쓰선이 지나간다.

## 역 구조
지상역으로 승강장은 상대식 2면 2선 구조이다. 양쪽 승강장은 과선교로 이어져 있다. 에치고유자와역이 관리하는 무인역으로, 역사는 상행선 승강장쪽에 있다. 역사 안에서는 자동발권기, 자동판매기, 공중전화, 화장실 등을 운영하고 있다.

### 승강장
| 1 | ■ 조에쓰선 | 에치고유자와 · 미나카미 · 다카사키 방면 |
| 2 | ■ 조에쓰선 | 무이카마치 · 고이데 · 나가오카 방면     |

## 역세권 정보
- 조에쓰 국제 스키장 오사와 에어리어

## 역사
- 1943년 11월 10일 - 일본국유철도 조에쓰선의 이시우치 역과 시오사와 역 사이에 "에치고오사와 신호장"으로 개업했다.
- 1949년 5월 28일 - 보통역으로 승격해 오사와 역으로 이름이 바뀌었다.
- 1987년 4월 1일 - 민영화에 따라 동일본 여객철도의 소속이 되었다.

## 인접역
| 동일본 여객철도 조에쓰선 | 동일본 여객철도 조에쓰선 | 동일본 여객철도 조에쓰선                      |
| ------------------------ | ------------------------ | --------------------------------------------- |
| 이시우치 다카사키 방면   | ■ 보통                   | 조에쓰코쿠사이스키조마에 나가오카·니가타 방면 |